# Hôtel de Vauluisant

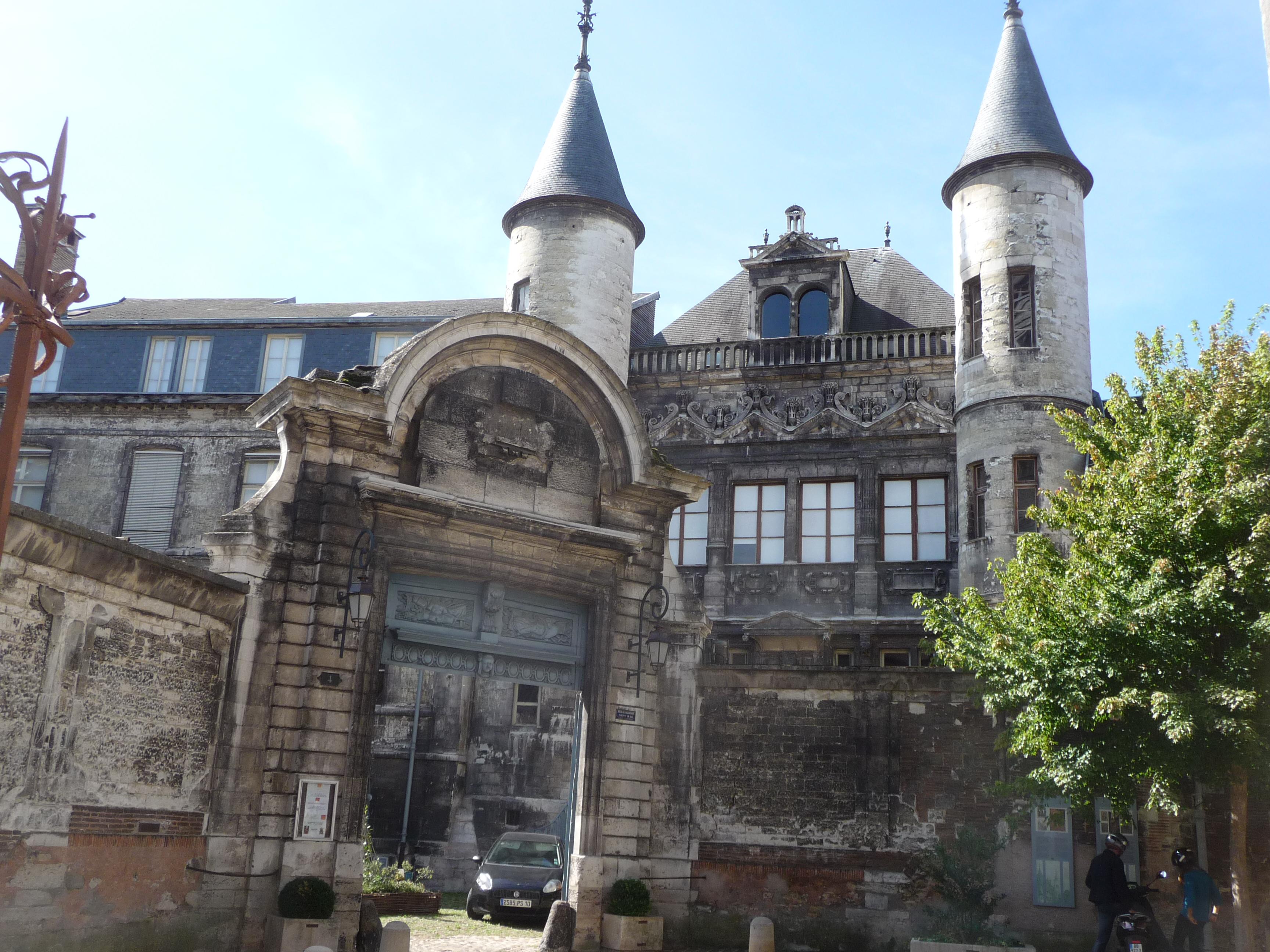
Hôtel de Vauluisant in Troyes

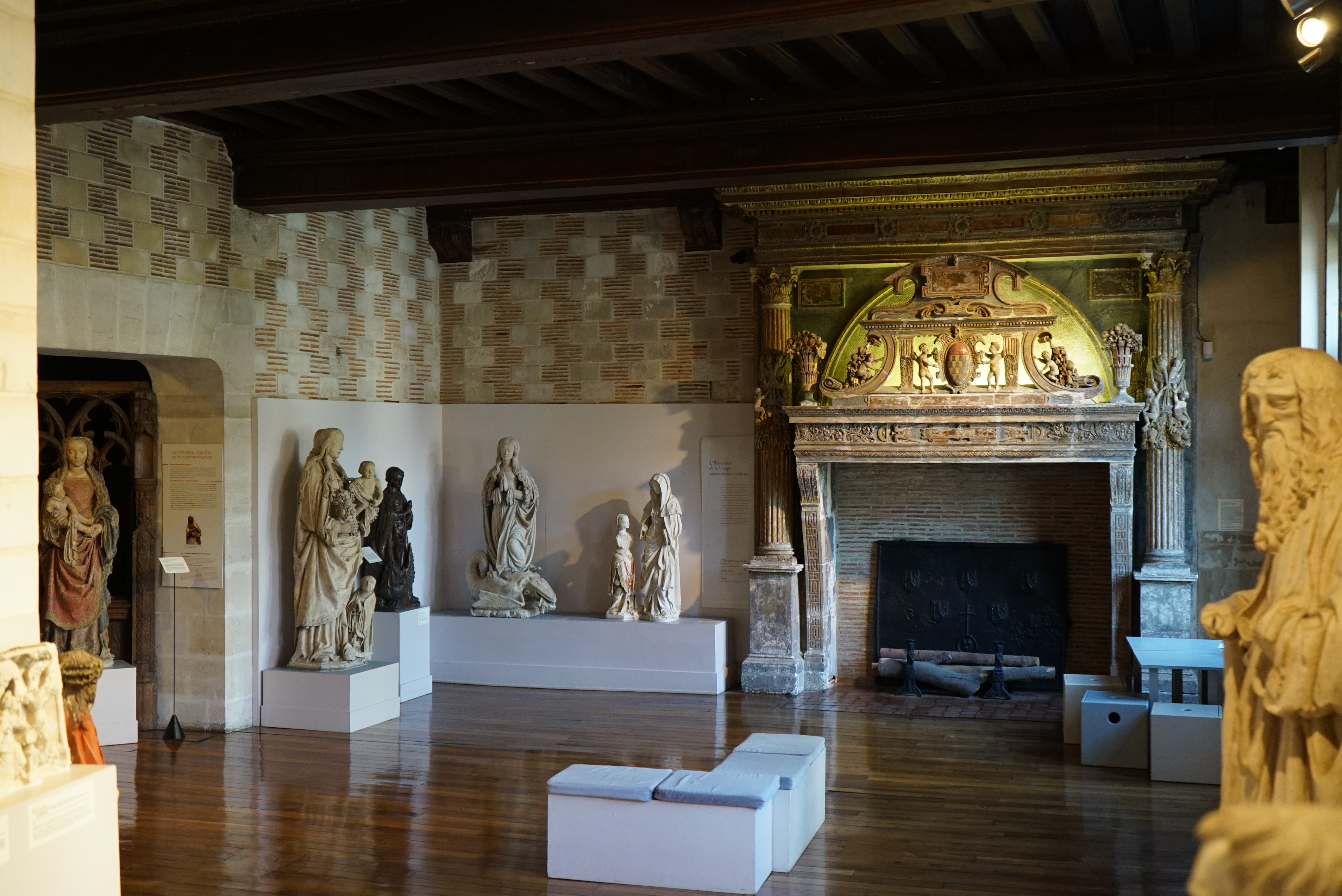
Saal im ersten Stock

Das Hôtel de Vauluisant in Troyes, dem Verwaltungssitz des Départements Aube in der Region Grand Est, wurde Mitte des 16. Jahrhunderts errichtet. Das Hôtel particulier an der Rue de Vauluisant Nr. 4 ist seit 1904 als Monument historique klassifiziert.

## Geschichte
Der Stadtpalast aus Kalkstein wurde nach dem großen Stadtbrand von 1524 für Antoine Hennequin erbaut. Seit 1932 gehört er der Stadt Troyes, die darin 1948 ein Museum einrichtete.

## Beschreibung
Durch ein monumentales Portal erreicht man den Innenhof, von diesem führt eine hufeisenförmige Freitreppe zum Eingang des Stadtpalastes im Stil der Renaissance.

## Heutige Nutzung
Im Gebäude befindet sich heute das Musée de Vauluisant, das sich in zwei Abteilungen gliedert:
- Museum der Strumpffabrikation, die im 19. und 20. Jahrhundert in Troyes große Bedeutung hatte
- Historisches Museum der Stadt Troyes und der Champagne, mit sakralen Werken, Skulpturen und Bleiglasfenstern.